# John T. Walton
John Thomas Walton (8 ottobre 1946 – 27 giugno 2005) è stato un imprenditore statunitense, secondogenito di Sam Walton, il fondatore della catena di supermercati Wal-Mart.

## Biografia
John si diplomò alla Bentonville High School (una scuola pubblica) e proseguì gli studi a Wooster in Ohio nel college locale, abbandonò gli studi nel 1968 quando venne arruolato nell'esercito per andare in Vietnam,  teatro del conflitto. Fece parte dei berretti verdi e partecipò a diverse azioni militari ricevendo anche alcune decorazioni, tornato in patria entrò nell'azienda di famiglia e ne divenne comproprietario dopo la morte del padre.

## La morte
La vita di John T. Walton terminò tragicamente alle 12:20 (ora locale) del 27 giugno 2005, in quel momento John precipitò con il suo aereo CGS Hawk Arrow nei pressi Jackson (Wyoming), morì a causa di un errore di valutazione nell'atterraggio, infatti non riuscì ad atterrare nella pista dell'aeroporto e precipitò fuori. Dopo la sua morte i suoi beni sono stati ereditati dalla moglie Christy.

## Beneficenza
È ricordato da molti per la sua intensa attività di beneficenza nei confronti soprattutto dei bambini: tra le altre cose ha dato vita a un fondo che si occupa di stanziare borse di studio per garantire un'istruzione ai ragazzi provenienti da famiglie meno agiate.
| Controllo di autorità | VIAF (EN) 229969314 · ISNI (EN) 0000 0003 6620 9256 · GND (DE) 130165069 · BNF (FR) cb12094393x (data) |